# Bernard Sévigny
Pour les articles homonymes, voir Sévigny (homonymie).
Bernard Sévigny, né le 18 décembre 1961 à Montréal, est un homme politique canadien, membre du parti politique Renouveau sherbrookois. Il a été maire de la ville de Sherbrooke de 2009 à 2017 et président de l’Union des municipalités du Québec (UMQ) pendant 18 mois.
En 2019, Bernard Sévigny publie « l’Aquarium municipal », un imposant récit documenté qui traite de gouvernance municipale. Il est président du jury des Prix Ovation municipale de l’UMQ.
En décembre 2019, Bernard Sévigny est mandaté par la vice-première du Québec, Geneviève Guilbeault, pour agir à titre de coordonnateur et porte-parole du comité consultatif chargé de piloter la réflexion sur la réalité policière. Le rapport a été rendu public en mai 2021.

## Biographie
Bernard Sévigny est détenteur d’un doctorat en administration des affaires (DBA), d’une maîtrise en gestion des coopératives et d’un baccalauréat en économique de l’Université de Sherbrooke, en plus d’être diplômé de l’Université de Montréal en information et journalisme, et de l’Université de l’Alberta en sciences politiques. Il a aussi fait des études de droit à l’Université de Lille, en France.
Après un bref passage comme comptable à la Banque Nationale, Bernard Sévigny remporte le Prix Lizette-Gervais, catégorie télévision, en 1989. Cela lance sa carrière dans le domaine de l'information. Pendant une dizaine d’années, il a été journaliste, notamment sur les ondes de TVA, à Sherbrooke. Il quitte en 1999 pour faire ses études de troisième cycle tout en enseignant et en faisant de la recherche. Il obtient son DBA en 2006.
Bernard Sévigny est élu conseiller municipal pour la première fois en 2001. En 2008, il fonde le Renouveau Sherbrookois et c’est comme chef de ce parti qu’il effectue deux mandats comme maire, de 2009 à 2017. À titre de vice-président, puis président de l’UMQ, il contribue à faire cheminer le projet de loi 15 sur la restructuration des régimes de retraite municipaux (2014), le projet de loi 110 qui porte sur le régime de négociation des conventions collectives dans le secteur municipal (2016) et le projet de loi 122 qui traite de l’autonomie municipale.
Pendant toutes ses années en politique municipale, Bernard Sévigny occupe, entre autres, les fonctions de président de l’Association des redistributeurs d’électricité du Québec et de l’organisation Sherbrooke, Ville en santé, de vice-président de la Table des MRC de l’Estrie et d’administrateur de Sherbrooke Innopole et de la Fondation de l’Université de Sherbrooke.
En septembre 2019, il publie « l’Aquarium municipal », un imposant récit documenté qui aborde les dynamiques politiques et les grands enjeux auxquels font face les municipalités du Québec.
Depuis décembre 2019, il agit à titre de coordonnateur et porte-parole du comité consultatif chargé de piloter la réflexion sur la réalité policière pour le gouvernement du Québec.
En 2022, l'ancien maire de la ville de Sherbrooke a eu l'opportunité d'aller au Cameroun, en Afrique, pour offrir des formations à l'organisme non gouvernemental Camroun education for all network. Durant un séjour de trois mois, il avait comme mandat de renseigner l'organisme sur plusieurs sujets concernant les ressources humaines, entre autres.

## Vie privée
Bernard Sévigny est né le 18 décembre 1961 à Montréal. Avec son frère jumeau Benoit, ils sont les 16e et 17e d’une famille de 18 enfants. Bernard a un fils nommé Hyacinthe qui est issu d'une première union. Depuis plus d’une dizaine d’années, il partage sa vie avec Marie-Claude Bibeau, qui est députée fédérale de Compton-Stanstead et ministre de l’Agriculture et de l’Agroalimentaire du Canada.